# Mantel-und-Degen-Film
Der Mantel-und-Degen-Film ist ein Subgenre des Abenteuerfilms. Genretypisch sind akrobatisch choreographierte Degenkämpfe sowie der Widerstand einzelner Protagonisten gegen die Vertreter der staatlichen und klerikalen Obrigkeit. Die Stoffe gehen häufig auf Abenteuerromane aus dem 19. Jahrhundert zurück. Prominentestes Beispiel hierfür ist Alexandre Dumas’ Roman Die drei Musketiere. Im Jahr 1919 ist mit der Figur des Zorro eine weitere literarische Gestalt entstanden, die später im Mittelpunkt zahlreicher Mantel-und-Degen-Filme stand.

## Merkmale
In der Regel treten in Mantel-und-Degen-Filmen ein Held oder mehrere Helden („Swashbuckler“) auf, die Ungerechtigkeiten, Intrigen, Morde mancher Gruppierungen (Adel, Kirche) oder Einzelpersonen (Könige, Kardinäle, Gouverneure) bekämpfen und für das Recht auf Freiheit und Gerechtigkeit eintreten. Diese Helden werden meist als edelmütig, tollkühn, gerecht, selbstlos und intelligent dargestellt, ihre Kontrahenten als macht- und geldgierig, von Hass zerfressen, verschlagen und ebenfalls intelligent. Manchmal wird auf eine frühere Verbundenheit der Helden und ihrer Widersacher verwiesen, aus der allerdings aufgrund von zugefügtem Unrecht eine Feindschaft geworden ist. Insofern bestehen ebenfalls Parallelen zur archetypischen Figur des Robin Hood. 
Angesiedelt ist die Handlung zumeist entweder in der Zeit des 17. und 18. Jahrhunderts in Frankreich, England, Spanien oder Portugal und im Fall der „Zorro-Filme“ im mexikanischen Kalifornien des frühen 19. Jahrhunderts. Also in Zeiten, in denen ein Umhang (also ein Mantel) zu den üblichen Kleidungsstücken gehört hat und der Degen (oder das Rapier) als Nahkampfwaffe weit verbreitet war.

### In Europa spielende Filme
Sofern Mantel-und-Degen-Filme in Europa spielen, handeln sie oft von den Erlebnissen und Abenteuern der Musketiere, der Leibgarde der französischen Könige Ludwig XIII. und Ludwig XIV. Häufig gehen sie auf Romane von Alexandre Dumas (Die drei Musketiere oder Der Mann mit der eisernen Maske) zurück. Diese Vorlagen wurden zahlreich verfilmt, auch entstanden einige Fortsetzungen und Prequels, die nur wenig mit den Originalen zu tun hatten (zum Beispiel Die vier Halunken der Königin oder D’Artagnans Tochter). Eine populäre Figur des Mantel-und-Degen-Films ist „Fanfan, der Husar“, dessen ursprünglich für die Leinwand geschriebene Abenteuer mehrfach verfilmt worden sind. Dies gilt für die von Rafael Sabatini entwickelte Gestalt des Scaramouche. 
Den Höhepunkt erreichten die Mantel-und-Degen-Filme in den 1960er Jahren, als sich große US-Studios dieses Genres annahmen und aufwändige Filme produzierten. In künstlerischer Hinsicht war in dieser Phase eine französische Produktion ambitioniert: Philippe de Brocas Cartouche, der Bandit (1962), der das von humoristischen Komponenten durchzogene Genre um eine düstere Stimmung erweiterte. Der Mantel- und Degen-Held begegnet im europäischen Kino emanzipierten und somit gleichwertigen Partnerinnen, so wie bei Gérard Philipe und seiner ihn in die Irre führenden Wahrsagerin Gina Lollobrigida in Fanfan, der Husar (1952), Albert Finney seiner Susannah York in Tom Jones – Zwischen Bett und Galgen (1963), Jacques Brel seiner Claude Jade in Mein Onkel Benjamin (1969) und zuletzt Jean-Paul Belmondo seiner Marlène Jobert in Musketier mit Hieb und Stich (1971). Im französischen Mantel-und-Degen-Film waren die bekanntesten Helden Jean Marais und sein Nachfolger Gérard Barray. 
Vergleichbar mit den italienischen Sandalenfilmen entwickelte sich in Frankreich der Mantel-und-Degen-Film ab Mitte der 1970er und in den 1980er Jahren zunehmend zum Verschleißartikel und wurde kaum noch ernst genommen. Dazu trugen in den USA ebenso wie mehrere britische Musketier-Filme von Richard Lester bei. Aufgrund ihrer Starbesetzung und opulenten Ausstattung waren sie kommerziell erfolgreich, ihr burlesker Stil hatte kaum etwas gemein mit den Wesenszügen des Genres: Die Protagonisten erinnerten an ordinäre Raufbolde weniger an „edle“ Kämpfer für Recht und Ehre.

### Zorro-Filme
Für seinen im Jahr 1919 erschienenen Groschenroman The Curse of Capistrano (Der Fluch von Capistrano) hatte Johnston McCulley die Figur des Zorro entwickelt, die in der ersten Hälfte des 19. Jahrhunderts im seinerzeit noch unter spanischer, später mexikanischer Herrschaft stehenden Kalifornien gegen die Unterdrückung der Bevölkerung durch den Gouverneur Don Sebastian kämpft. Bereits ein Jahr später wurde dieser Stoff mit dem Stummfilmstar Douglas Fairbanks in Das Zeichen des Zorro erstmals verfilmt. In den USA der 1920er bis 1940er Jahre war Zorro mehrfach Held in den mehrteiligen Serials, jenen 30-minütigen Vorfilmen vor dem eigentlichen Hauptfilm.
Zorro kommt aus dem Spanischen und bedeutet „(Schlau)Fuchs“. Insbesondere in den 1960er Jahren sind weitere Zorro-Filme entstanden, die dem Titelhelden zu internationaler Bekanntheit verhalfen. Noch deutlicher als dies bei den Mantel-und-Degen-Filmen mit europäischem Handlungsumfeld der Fall ist, bezieht sich die Ausprägung des Zorro auf das Robin-Hood-Motiv. Gleichwohl besitzt diese Figur als Ikone der Populärkultur eine große eigenständige Bedeutung. So ist die Figur des Batman weitgehend vom Motiv des Zorro geprägt. Nachdem die Produktion von Zorro-Filmen in den 1980er Jahren zurückgegangen war, wurde im Jahr 1998 mit Die Maske des Zorro ein kommerziell erfolgreicher und von der Filmkritik überwiegend positiv aufgenommener Versuch der Wiederbelebung dieses Stoffs unternommen.

## Bekannte Darsteller aus Mantel-und-Degen-Filmen
- Douglas Fairbanks senior (1883–1939)
- Douglas Fairbanks junior (1909–2000)
- Errol Flynn (1909–1959)
- Gene Kelly (1912–1996)
- Stewart Granger (1913–1993)
- Jean Marais (1913–1998)
- Tyrone Power (1914–1958)
- Lex Barker (1919–1973)
- Gérard Philipe (1922–1959)
- Gérard Barray (1931–2024)
- Jean-Paul Belmondo (1933–2021)
- Richard Chamberlain (1934–2025)
- Alain Delon (1935–2024)
- Michael York (* 1942)
- Antonio Banderas (* 1960)